# الهجيرة (خولان)

تعديل مصدري - تعديل

الهجيرة هي إحدى قرى عزلة الاعروش بمديرية خولان التابعة لمحافظة صنعاء، بلغ تعداد سكانها 132 نسمة حسب تعداد اليمن لعام 2004.